# Antonio María Barbieri
Antonio María Barbieri (født 12. oktober 1892 i Montevideo, død 6. juli 1979 i Montevideo) var en uruguayansk katolsk biskop og ærkebiskop af Montevideo 1940-1976. Han blev udnævnt til kardinal af pave pave Johannes 23. i 1958.
Han deltog i det andet Vatikankoncil 1962-1965.